# Coussarea platyphylla
Coussarea platyphylla är en måreväxtart som beskrevs av Johannes Müller Argoviensis. Coussarea platyphylla ingår i släktet Coussarea och familjen måreväxter. Inga underarter finns listade i Catalogue of Life.